# 保羅·施薩
保羅·施薩·達施華·阿高洛（Paulo Cesar Da Silva Argolo，1986年3月27日—），生於巴西阿拉卡茹，巴西裔香港足球運動員，司職守門員，目前效力香港超級聯賽球會東區。

## 球員生涯
保羅生於巴西阿拉卡茹，出身於當地球會巴希亞青年軍，B隊期間獲巴西U17國家隊徵召，到2006年他更獲提拔升一隊，展開職業球員生涯。直到2011/12球季他獲賞識到葡萄牙發展，首度外流到葡甲球會比蘭倫斯。到2013年6月，保羅來港發展，加盟重返頂級聯賽的球會東方，並於12月8日對公民的高級組銀牌八強後備入替，即於互射12碼階段，連續撲出兩球，以總比數7–5勝出，惟結果東方於準決賽不敵南華落敗，球季完結後，保羅未獲東方留用和在港超聯落班，不過他依然留港，並加盟甲組業餘球會公民，爭取其他港超球會青睞，再戰頂級聯賽，還於2015年3月1日對班霸南華的足總盃首圈屢救險球，惟結果公民以0–1不敵對手出局。
到2015年10月，保羅轉會港超聯球會標準流浪，重返頂級聯賽，但他於2016年2月28日作客傑志的聯賽，在81分鐘在撲出艾力士頭槌時，甩手導致皮球漏入網窩，而傑志亦憑這幸運入球以2–1勝出，賽後，保羅備受指摘，更球會被貶後備，甚至雪藏。球季完結後，保羅轉會港超聯地區球會和富大埔，並於2017年5月3日的菁英盃決賽正選登場，雖然在完半場犯錯，導致球會先落後一球，但亦無阻其信心，結果協助和富大埔首度奪得菁英盃冠軍。可惜完季後，保羅同樣未獲球會留用，使他再度轉戰甲組，加盟業餘球會永義地產，兼擔任新成立的港超聯球會夢想FC的守門員助教。
2018年7月12日，保羅加盟傑志，並隨即被外借至升班馬凱景。
到2019年8月30日，保羅再次被外借，加盟前球會和富大埔。
2020/21球季，保羅起初以外援身份留效傑志。因為主力門將王振鵬受傷，已經正式入籍香港的保羅在季尾獲得上陣機會，亦為球隊亞冠盃分組賽正選門將。2021年7月9日，保羅為傑志多次力挽狂瀾，守和大阪櫻花，賽後獲亞洲足協選為全場最佳球員。
2022年，傑志出戰亞冠盃分組賽，小組4戰7分排第2，晉身16強。保羅四場比賽均以正選上陣。同年6月1日，保羅首次代表香港隊於國際友誼賽對馬來西亞上陣。
2025年7月23日，升班馬東區公布保羅加盟。

## 球場以外
2015年11月6日，由於昔日巴西名宿朗拿度秘密訪港出席活動，並會在中環夜店與友人聚會，保羅與巴西同鄉兼當時效力港超聯球會夢想駿其的基頓在附近的蘭桂坊消遣，再到夜店見朗拿度一面，到約凌晨二時，兩人在德己立街的酒吧與朋友飲酒期間，一名南亞裔醉漢撞到基頓引發雙方爭執，而保安員見狀遂把醉漢帶離酒吧，但半小時後當保羅和基頓打算離開和朗拿度見面時，怎料有人召來三四名大漢持玻璃樽向他們施襲，在德己立街街頭追逐，直到數分鐘後警方到場，在截獲該名南亞裔本地男子，並以涉嫌襲擊致造成實際身體傷害把他拘捕，結果保羅手和臉部受傷，而基頓就頭部受傷由救護車送院治理，事後，保羅遭屬會標準流浪警告將來若有任何球員干犯類似事件，球會將考慮作出紀律處分。

## 榮譽
東方龍獅
- 香港足總盃冠軍（2013–14季度）

公民
- 香港足總盃初級組冠軍（2014–15季度）

標準流浪
- 香港預備組聯賽冠軍（2015–16季度）

和富大埔
- 香港菁英盃冠軍（2016–17季度）

傑志
- 香港社區盃冠軍（2018–19季度）
- 香港高級組銀牌冠軍（2018–19、2022–23季度）
- 香港足總盃冠軍（2018–19季度）
- 香港菁英盃冠軍（2019–20季度）
- 香港超級聯賽冠軍（2019–20、2020–21季度）

香港聯賽選手隊
- 香港賀歲盃冠軍（2016年）

## 外部連結
- 香港足球總會網頁球員註冊資料 （页面存档备份，存于）
- Soccerway （页面存档备份，存于）
- Transfermarkt （页面存档备份，存于）